# Vigía del Fuerte

Bandeira de Vigía del Fuerte.

Localizaçã de Vigía del Fuerte, no departamento de Antioquia.

Vigía del Fuerte é uma cidade da Colômbia, no departamento de Antioquia. Dista 303 quilômetros de Medellín, a capital do departamento. Tem uma superfície de 1.780 quilômetros quadrados e sua população, de acordo com o censo de 2002, é de 12.156 habitantes.